# Халтурін Степан Миколайович
Степан Миколайович Халтурін (21 12 1856 [2 1 1857] — 22 3 [3 4] 1882) — російський робітник, терорист, який здійснив терористичний акт в Зимовому палаці (1880). Організатор  «Північно-російського робітничого союзу».
Народився в заможній селянській родині. У 1871 закінчив Орловське повітове училище, в 1874-1875 рр. навчався в Вятському технічному училищі, набув професії столяра-червонодеревника. У Петербурзі з осені 1875 року. Встановив зв'язки з революційними народниками (Георгієм Валентиновичем Плехановим та іншими), і незабаром випадково зустрів викладача земського училища Котельникова, який допоміг йому влаштуватися столяром в залізничні майстерні і рекомендував в петербурзькі політичні гуртки.
З жовтня 1877 року на нелегальному положенні. Разом із Віктором Павловичем Обнорським організував та очолив «Північно-російський робітничий союз», розробив його програму.

Брав участь в підготовці і проведенні страйків  на заводах Петербурга в 1878-1879 рр.

Восени 1879 р приєднався до «Народної волі», під ім'ям Степана Батишкова поступив столяром в Зимовий палац.